# Sony
Sony Corporation (ソニー株式会社 Sonī Kabushiki Gaisha?) är ett japanskt multinationellt teknikkonglomerat som är ett av världens största i sina branscher. Företaget grundades den 7 maj 1946 som Tokyo Tsushin Kogyo Kaisha av Masaru Ibuka och Akio Morita. Sony hade, år 2019, en omsättning på nästan ¥ 8,7 biljoner och antalet anställda var omkring 110 000.

## Historia
1945 efter andra världskriget startade Masaru Ibuka en reparationsverkstad för radioapparater i Tokyo. Efter ett år gick hans kollega med och de bildade ett företag vid namn Tokyo Tsushin Kogyo K.K., vilket på engelska betyder Tokyo Telecommunications Engineering Corporation. Företaget byggde Japans första bandspelare vilken fick namnet Type-G.
Tidigt år 1950 reste Ibuka till USA och hörde om Bell Labs uppfinning transistorn. Bell gav honom tillstånd att använda transistorteknologi till sitt japanska företag. Medan de flesta amerikanska företag använde transistorn till militär utrustning, använde Ibuka det till kommunikation. Medan de amerikanska företagen Regency och Texas Instruments byggde transistorradio först var det Ibukas företag som byggde de mest lyckade radioapparaterna.
I augusti 1955 tillverkade Tokyo Telecommunications Engineering den första radio som fick plats i fickan, TR-55. 1965 tillverkade Sony ungefär 40 000 radioapparater som hette TR-72, en liten bärbar transistorradio, som också exporterades till USA, Nederländerna och Tyskland.
Samma år tillverkade de TR-6 som man kunde ha i fickan och som företaget använde sig av för att göra "SONY boy"-reklam. År 1967 lanserade Tokyo Telecommunications Engineering sin nya modell TR-63, den minsta radion (112 × 71 × 32 mm), vilken blev en världssuccé.

### Uppköp
Sony har gjort följande uppköp genom åren:
- 1988: CBS Records (Columbia Records Group). Företaget gavs namnet Sony Music Entertainment.
- 1989: Columbia Pictures Entertainment från Coca-Cola för 3,4 miljarder dollar.
- 2002: Aiwa Corporation.
- 2004: 20 juli gick Sony Music Entertainment och BMG ihop och bildade Sony BMG Music Entertainment.
- 2012: Sony Ericsson köptes och blev Sony Mobile.

## Produkter
- Mobiltelefoner
  - Xperia
- Spelkonsoler
  - Playstation
  - Playstation 2 (PS2)
  - Playstation 3 (PS3)
  - Playstation 4 (PS4)
  - Playstation 5 (PS5)
  - Playstation Portable (PSP)
  - Playstation Vita (PSVITA)
- Walkman-serien
- CD (tillsammans med Philips)
- Minidisc
- Digitala kameror

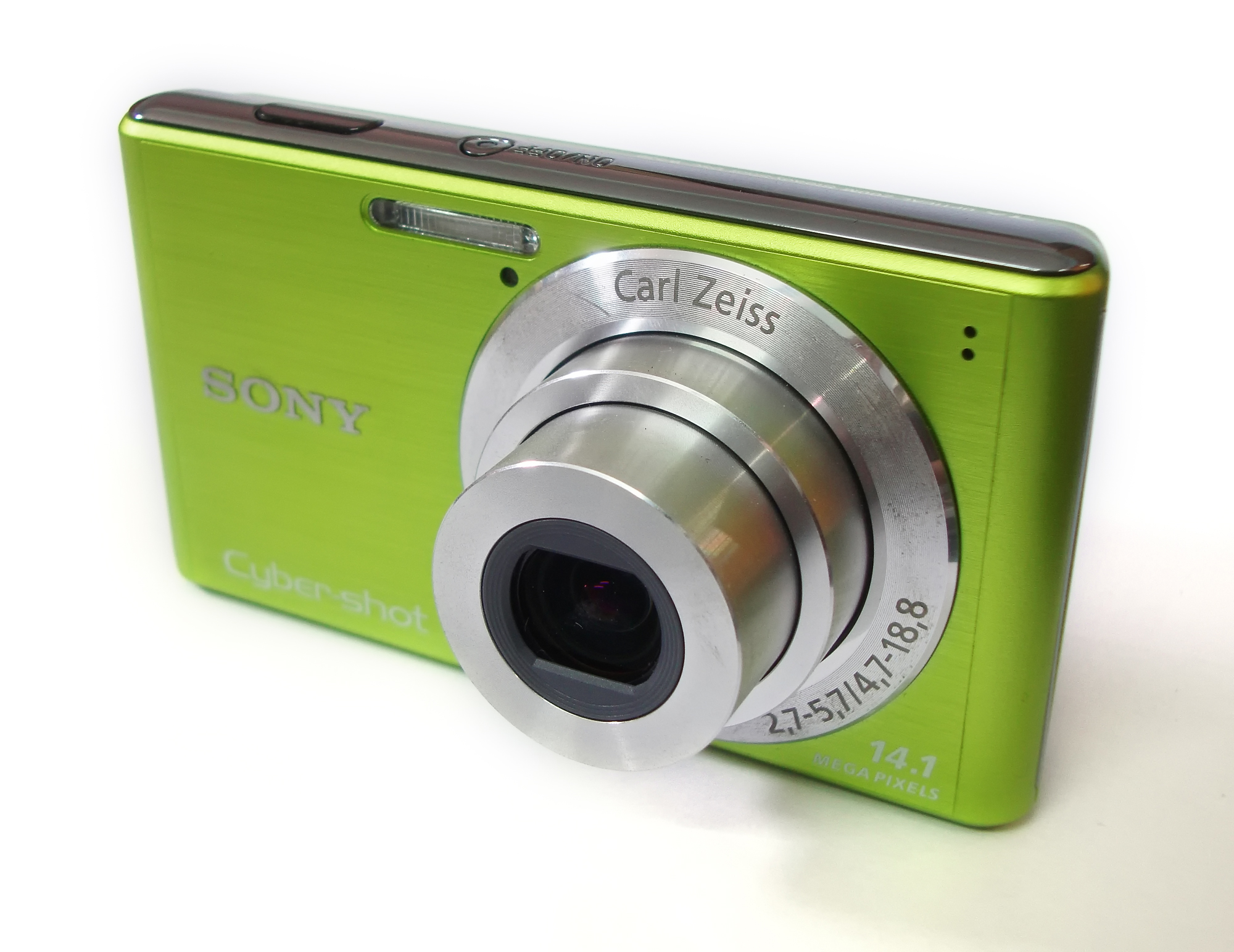
Sony Cyber-Shot

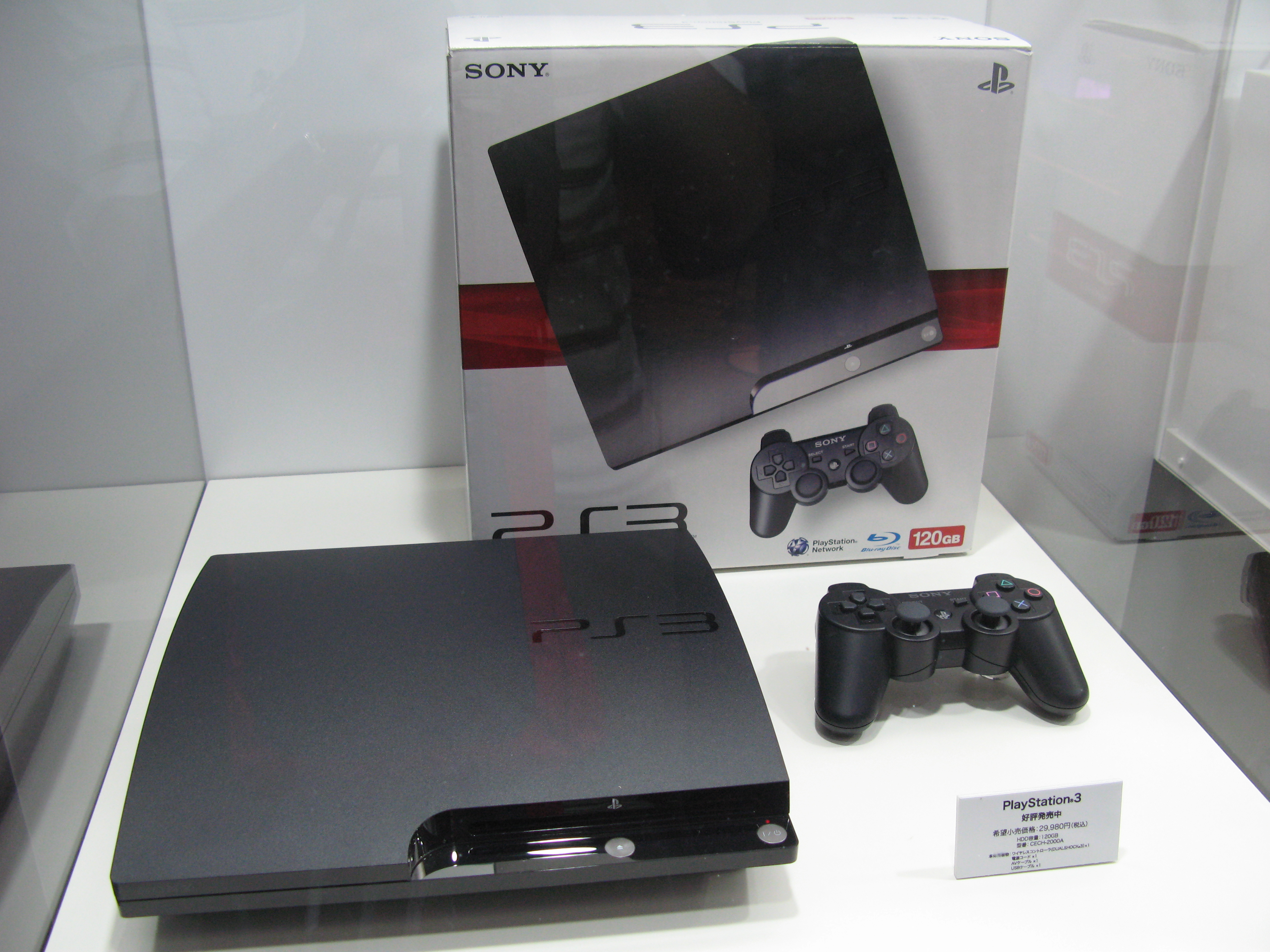
Sony Playstation

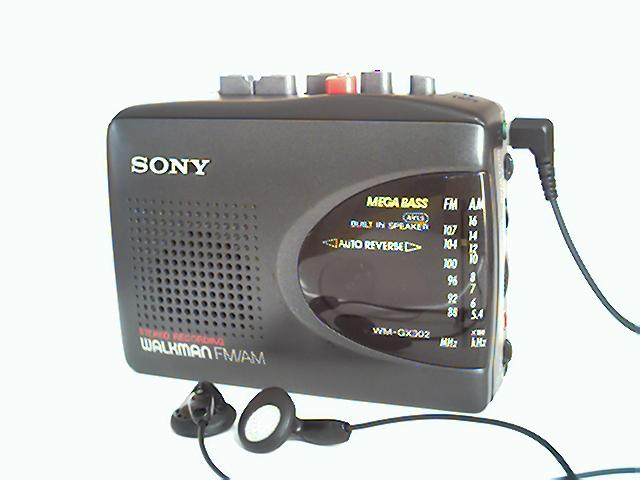
En Sony Walkman

  - Digitala systemkameror: (Sony köpte Minoltas systemkameratillverkning, och bygger vidare på Minoltas teknik)
- Bärbara datorer – Sony Vaio – VAIO står för Video Audio Integrated Operation.
- Cell-processorer (tillsammans med IBM och Toshiba)
- Bildskärmar
- Tv-apparater
  - Trinitron
  - Bravia
- Hembiosystem
- VHS- och DVD-spelare
- Blu-ray

## Dotterbolag
- Sony Interactive Entertainment
- Sony Mobile Communications
- Sony Music
- Sony Pictures Studios